# Mirjana Matijević-Sokol
Mirjana Matijević-Sokol (Split, 1. lipnja 1952.) je hrvatska povjesničarka, sveučilišna profesorica čije područje djelovanja uključuje posebno zanimanje za život i djelatnost Tome Arhiđakona i salonitansku povijest, srednjovjekovni latinitet i pomoćne povijesne znanosti.

## Životopis
Mirjana Matijević Sokol rođena je 1952. godine u Splitu. Osnovnu školu završila je u Solinu, a klasičnu gimnaziju u Splitu. Na Filozofski fakultet Sveučilišta u Zagrebu upisala se 1971. godine. Diplomirala je studij arheologije i latinskog jezika i književnosti 1976. godine.
U Zavodu za povijesne znanosti HAZU u Zagrebu zaposlila se 1977. godine na mjestu asistentice za srednjovjekovnu građu. Iste godine upisuje poslijediplomski studij povijesti na Odsjeku za povijest Filozofskog fakulteta u Zagrebu. Magistrirala je 1985. godine s temom "Toma Arhiđakon o počecima crkvene organizacije u srednjovjekovnom Splitu". 
Od 1986. godine u zvanju znanstvene asistentice. U Zavodu za povijesne znanosti HAZU pohađala tečaj pomoćnih povijesnih znanosti 1985/1986. godinu. 
Od školske godine 1989/1990. kao vanjska suradnica predaje srednjovjekovni latinitet na Filozofskom fakultetu u Zagrebu na Odsjecima za povijest i arhivistiku, a od šk. godine 1994/1995. predaje na arhivistici i Pomoćne povijesne znanosti. Od 1993. godine uključena kao predavačica paleografije, diplomatike i srednjovjekovnog latiniteta u rad "Dubrovačke medievističke radionice". 
Članica je Hrvatskog društva klasičnih filologa, te Hrvatskog arheološkog društva, kojega je tajnica od 1993. godine. U zvanje više predavačice izabrana 1996. godine, a od 1. veljače 1997. stalno zaposlena na Odsjeku za povijest Filozofskog fakulteta u Zagrebu. 
Doktorsku disertaciju Toma Arhiđakon i njegovo djelo obranila je 2. ožujka 1999. godine. Izabrana je za docenticu u prosincu 1999. godine. Danas je izvanredna profesorica. 
Predmet istraživanja doc. dr. sc. Mirjane Matijević-Sokol je život i djelatnost Tome Arhiđakona i njegova Salonitanska povijest. Bavi se srednjovjekovnom epigrafičkom baštinom i napisala je više radova od čega su dva priloga za projekt HAZU "Hrvatska i Europa". Poseban predmet dosadašnjeg rada je srednjovjekovni latinitet i rad na prevođenju najvažnijih povijesnih vrela. 
Bavi se diplomatičkim i kronološkim problemima naših srednjovjekovnih dokumenata. Sudjeluje u radu na projektu Ministarstva znanosti i tehnologije "Hrvatska 1102-1526" čiji je voditelj bio akademik Tomislav Raukar. Također suradnica je Leksikografskog zavoda na projektu Hrvatska enciklopedija.

## Djela
Nepotpun popis:
- Branimirova Hrvatska u pismima pape Ivana VIII. – Branimir’s Croatia in the letters by Pope John VIII, (Knjiga Mediterana, knj. 2), Književni krug, Split, 1989. (suautor Mate Zekan) (2. dop. izd., 1990.)
- Hrvatska i Nin u doba kneza Branimira,  (suautor Vladimir Sokol) Sveučilište u Zagrebu, Hrvatski studiji - Studia Croatica - Hefti, Zagreb - Milano, 1999? (2. dop. izd. Sveučilište u Zagrebu, Hrvatski studiji, 2005.)
- Toma Arhiđakon i njegovo djelo: rano doba hrvatske povijesti, Naklada Slap, Jastrebarsko, 2002.
- Historia Salonitana: Toma Arhiđakon, Povijest salonitanskih i splitskih prvosvećenika, (suautori Radoslav Katičić i Olga Perić), Književni krug Split, Split, 2003.
- Studia diplomatica: rasprave i prinosi iz hrvatske diplomatike, FF press, Zagreb, 2014.
- Studia mediaevalia selecta: rasprave i prinosi iz hrvatske srednjovjekovne povijesti, Filozofski fakultet Sveučilišta u Zagrebu - FF Press, Zagreb, 2020.
- Studia epigraphica selecta: rasprave i prinosi iz hrvatske srednjovjekovne epigrafije, Književni krug Split, Split, 2023.

## Vanjske poveznice
- PROF. DR. MIRJANA MATIJEVIĆ SOKOL Tomislavova Hrvatska bila je uporište s kojega se Europa branila od Istoka, glas-koncila.hr, objavio Marino Erceg, 8. siječnja 2025.